# 미키 나오토
미키 나오토(일본어: 三木 直土, 2001년 5월 8일~)는 일본의 축구 선수이다.

## 구단 경력
그는 2020년 J2리그의 주빌로 이와타에 입단했다. 2021년 J2리그 우승으로 J1리그로 승격했다. 2022년부터 2023년까지 J3리그의 후지에다 MYFC와 후쿠시마 유나이티드 FC에서 뛰었다. 2024년 가이나레 돗토리로 이적했다.